# Augusto Rendón

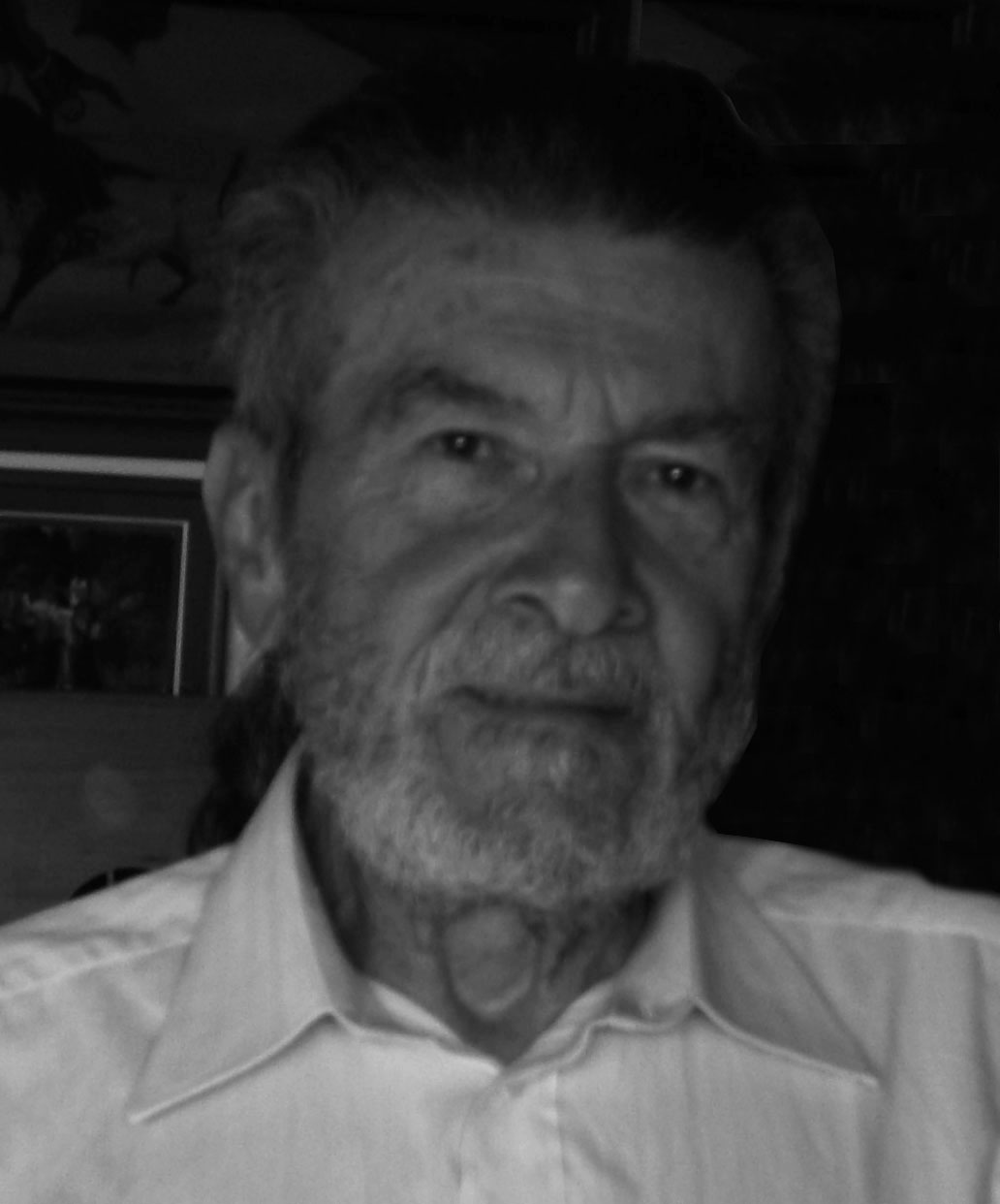
Augusto Rendón. Foto de Gonzalo Márquez Cristo.

Augusto Rendón (Medellín, 2 de febrero de 1933-Villa de Leyva, 7 de febrero de 2020) fue un artista colombiano, considerado uno de los artistas plásticos más prestigiosos de su país. Cultor durante más de cinco décadas del dibujo, el grabado y la serigrafía, además de técnicas pictóricas como el fresco y el óleo. Se consolidó como un creador de trascendencia durante la década del sesenta cuando fue reconocido como una de las figuras más sobresalientes del Expresionismo Colombiano, grupo determinante de la plástica colombiana en el siglo XX, al que pertenecen figuras como Leonel Góngora (1932-1999), Ángel Loochkartt (1933), Carlos Granada (1933) y Pedro Alcántara Herrán (1942).
Obtuvo el título de especialista en pintura mural y grabado otorgado por la prestigiosa Academia de Bellas Artes de Florencia, Italia. Durante tres décadas fue profesor de la Universidad Nacional de Colombia. Realizó numerosas exposiciones individuales, entre las más significativas están: Muestra de Artistas Latinoamericanos en Roma (1958), Exposición Internacional de Grabado en Frenchen (Alemania, 1972), Bienal de Tokio (1962).Forma y Color, de Color de Colombia. Ed. Arco, Bogotá, 1990.
Obtuvo en dos ocasiones el Primer Premio de Grabado en el Salón de Artistas Nacionales (Bogotá, Colombia, 1963 y 1966), y el Premio Internacional de Arte dedicado a los Derechos Humanos (1968). En 1956 le fue concedido el Segundo Premio Pintura Mural, Academia de BeIlas Artes, de Florencia, Italia. En 1965 ganó la Medalla de Bronce, Internationale Buhkunst Ausstellung, Liepzig y la Primera Mención de Grabado, La Habana, Cuba. En 1967 obtuvo el Premio Adquisición, Galerie Du Foyer de L'armes, Populaire, en Yugoeslavia y en 1968 el Primer Premio de Grabado, Año Internacional de la Declaración Universal de los Derechos Humanos, UNESCO. La Secretaría de Cultura de Colombia le rindió un homenaje a su vida y obra el 15 de septiembre de 2011 en el Claustro de San Agustín, Bogotá.
El tema de la violencia es uno de los más obsesivos de su apuesta pictórica, búsqueda que él intenta develar cuando el Periódico Virtual Con-Fabulación le rindió homenaje a su universo creativo con un extenso reportaje realizado por el escritor colombiano Gonzalo Márquez Cristo; allí el artista sentencia: "Durante los años sesenta advertimos que Colombia se convulsionaba, se desangraba. Nuestra aventura estaba en realizar obras que contaran la realidad aciaga con un gran sentido estético, pero la motivación era testimoniar la injusticia. Goya no quería hacer un cuadro bonito al pintar Los fusilamientos sino denunciar el genocidio de las tropas francesas durante la toma de Madrid... A manera explicativa recuerdo que cuando Picasso pintó el Guernica, cenit del sentido político que puede alcanzar una obra de arte, un nazi le preguntó: ¿De manera que usted hizo esto?; a lo que el genio andaluz le respondió: Yo no, ustedes hicieron esto”. 
Es fundamental mencionar la importancia del bestiario que más asedia a Rendón: los toros, los perros y los caballos, que son figuras significativas de su obra. "Los caballos y jinetes que Rendón ha venido trabajando forman una imagen que condensa todas las ideas que el artista ha estado manejando desde 1962. Plásticamente señalan un momento cumbre en la obra de Rendón".
El erotismo es otro de sus temas más recurrentes, en este ámbito son fundamentales sus versiones sobre episodios bíblicos como la expulsión del paraíso, la decapitación del general Holofernes por parte de la bella Judith y la de Juan el Bautista a manos de Salomé, la hija de Herodes. Así como el episodio de la casta Susana en su baño que tanto ha obsesionado a los pintores (son conocidas las versiones de Rembrandt, Tintoretto, Gentileschi, entre otros). También es notable su serie sobre Cleopatra; donde la pulsión del amor y la muerte crea una tensión erótica que Rendón indaga en sus orígenes así: "La Magdalena penitente de Tiziano. La primera versión fechada en 1533, que hoy se encuentra en el Palacio Pitti, es de una fuerza erótica ejemplar. Yo tenía ocho años cuando espiaba por una ventana la casa vecina tan sólo para ver una reproducción de esa imagen extática con los senos al descubierto, entre su larga y ondulada cabellera....
Sobre su obra se han inspirado numerosos periodistas y poetas como: Jotamario Arbeláez, Jairo Patiño Pérez, Gonzalo Márquez Cristo, Juan Manuel Roca, Ricardo Rondón.